# James Allen (racerförare)
James Allen, född den 4 juli 1996 i Perth i Western Australia, är en australisk racerförare.